# Thomisus andamanensis
Thomisus andamanensis là một loài nhện trong họ Thomisidae.
Loài này thuộc chi Thomisus. Thomisus andamanensis được Benoy Krishna Tikader miêu tả năm 1980.